# Typhlodromus betulae
Typhlodromus betulae är en spindeldjursart som först beskrevs av Kolodochka 1992.  Typhlodromus betulae ingår i släktet Typhlodromus och familjen Phytoseiidae. Inga underarter finns listade i Catalogue of Life.